# Christiaan Hendrik Trotz

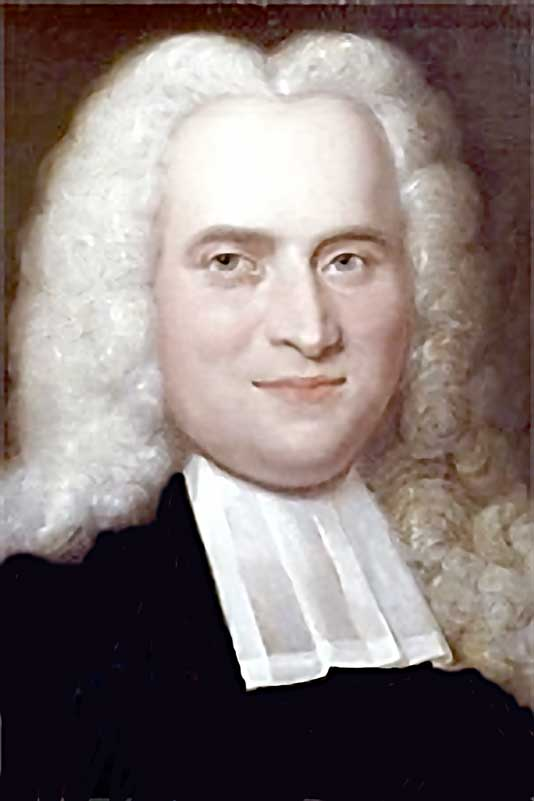
Portret door Jan Maurits Quinkhard van Christiaan Hendrik Trotz 1752 in het Academiegebouw van de Universiteit Utrecht.

Christiaan Hendrik Trotz (Colberg, september 1703 (doopboek Lutherse, H. Maria-basiliek 7 september 1703) - Utrecht, 17 juni 1773) was een Nederlands rechtsgeleerde en was de eerste hoogleraar Nederlands staatsrecht.
Trotz heeft school gevolgd in Koningsbergen en het gymnasium te Danzig. In 1722 schreef hij zich als student Rechten in aan de Universiteit Halle en vervolgde zijn studie aan de Universiteit Leipzig met als bekende docent Christian Wolff.
Nadat Trotz in 1729 naar de Republiek gekomen was, promoveerde hij een jaar later tot doctor in de rechtsgeleerdheid aan de Universiteit van Utrecht. Daarna werkte hij in die stad als privé-docent, totdat hij in 1741 tot hoogleraar Burgerlijk recht benoemd werd aan de Universiteit van Franeker. In 1743 werd hij benoemd tot hoogleraar Nederlands Staatsrecht. Van 1751-1752 was hij Rector magnificus. 
In 1754 keerde hij terug naar Utrecht als hoogleraar burgerlijk en publiekrecht. Een jaar later kwam hier het feodaal recht bij. Van 1757-1758 van hij Rector Magnificus aan de Universiteit Utrecht. Trotz specialiseerde zich in het staatsrecht en bleef tot zijn overlijden in 1773 werkzaam als hoogleraar.
Trotz correspondeerde in het Latijn van 1738-1768 met Gijsbert Jan van Hardenbroek, die rentmeester van de Staten van Utrecht was en later gedeputeerde ter Staten Generaal.
Belangrijk voor de ontwikkeling van het Nederlands staatsrecht waren zijn uitgave van de originele stukken van onder andere het Groot Privilege van Maria, de Pacificatie van Gent, de  Unie van Utrecht, het Twaalfjarig Bestand en het  Vredesverdrag van Münster. Een historische verhandeling over het Nederlands staatsrecht werd postuum uitgegeven.

## Voornaamste werken
- Intree-rede ... over de vryheit van gevoelen en spreken den rechtsgeleerden eigen. Utrecht: Hermannus Besseling, 1743.
- Grondwetten van de Vereenigde Nederlanden. [verklaard door C.H. Trotz, Amsterdam, G. Warnars, 1778].

- Dissertatio juridica inauguralis, de termino moto (Trajecti ad Rhenum [Utrecht]: Alexandrum van Megen, 1730)
- Tractatus Juris de Memoria propagate: Seu De studio veterum, memoriam sui propagandi (Trajecti ad Rhenum, Kroon, 1734)
- Oratio inauguralis de libertate sentiendi, dicendique, jurisconsultis propria (Franequerae [Franeker]: Gulielmus Coulon, 1741)
- Theses juris publici ad leges foederati belgii fundamentales (Franequerae: Gulielmus Coulon, 1745-1746), 12 delen.
- Jus agrarium foederati Belgii, et dissertationes de jure agrario Romanorum (Franequerae: [Gulielmus Coulon], 1751-1754), 3 delen.
- Orationes Rectorales de immortalitate Legum Instauratoris Guilielmi IV. (Franequerae, 1752).
- Commentarii ad Privilegium magnum Mariae.
- De jure Foederati Belgii publico oratio inauguralis (Trajecti ad Rhenum, 1755)
- Oratio pro feudis patriis praecipue ad exemplum Zutphaniensium fundatis. (Trajecti ad Rhenum, 1758).
- Commentarius legum fundament. foederati Belgii, of Verklaaring van de grondwetten der Vereenigde Nederlanden (Harlingen,  V. van der Plaats/Amsterdam, G. Warnars, 1778)